# Ni Xialian
Det här är en artikel om en person med kinesiskt personnamn; Ni är familjenamnet.
Ni Xialian (kinesiska: 倪夏連), född 4 juli 1963 i Shanghai, Kina, är en kinesisk och därefter luxemburgsk bordtennisspelare.

## Karriär
Ni började spela med det kinesiska landslaget 1979. Vid världsmästerskapen i bordtennis 1983 i Tokyo tog hon VM-guld i damlag, VM-guld i mixeddubbel och VM-brons i damdubbel. Två år senare vid världsmästerskapen i bordtennis 1985 i Göteborg tog hon VM-silver i damdubbel.
Hon flyttade till Europa när hon var 23 år gammal och började 1991 spela för Luxemburg. Vid europamästerskapen i bordtennis 1998 och 2002 tog hon guld. Hon blev vald till årets kvinnliga idrottare i Luxemburg 2001 och har återkommande varit en bland landets mest populära idrottare.
Under 2021 deltog hon 58 år gammal i sitt femte OS och vid världsmästerskapen i bordtennis samma år tog hon brons i dubbel tillsammans med Sarah De Nutte, 36 år efter att hon senast vann en VM-medalj.